# Polače
Polače falu Horvátországban, Dubrovnik-Neretva megyében. Közigazgatásilag Mljethez tartozik.

## Fekvése
Dubrovnik városától légvonalban 60 km-re északnyugatra, községközpontjától légvonalban 15, közúton 18 km-re nyugatra, a Mljet szigetének nyugati részén, Mljeti Nemzeti Park területén, az azonos nevű öbölben fekszik.

## Története
Polače területén már ősidők óta élnek emberek. Az itt élt első ismert nép az illírek voltak, akik az i. e. 2. évezredtől fogva éltek itt magaslatokon épített erődített településeken és kövekből rakott halomsírokba temetkeztek. Ilyen települések maradványai találhatók a Tatinica-öböl feletti Mali Gradac és Veliki Gradac, valamint a Vilin Gradac és Montokuc nevű magaslatokon a település határában is. Az illírek i. e. 35-ig uralták a térséget, amikor Octavianus hadai végső győzelmet arattak felettük. A görögök az i. e. 4. században létesítettek kolóniát az erős déli szelektől védett Polače-öbölben. Ennek szárazföldi nyomai nem maradtak, de a gazdag víz alatti leletek igazolják itteni jelenlétüket. Octavianus serege i. e. 35-ben elfoglalta a sziget fő erősségét Melitussa várát, ezzel a sziget végleg római uralom alá került. Melitussa pontos helyéről ma is vitatkoznak a történészek, de a legtöbben a Polače-öbölben a mai kikötő közelében feltételezik a létét azzal, hogy nem volt a klasszikus értelemben vett vár, hanem egy szárazon rakott falakkal körülvett erődített település. Ezen a helyen minden feltétele megvolt egy nagyobb település kialakulásának, hiszen mély, a szelektől védett öböllel, ivóvízforrással, valamint földművelésre, állattartásra alkalmas termékeny mezővel is rendelkezett.
Melitussát a rómaiak kirabolták és felgyújtották. Az ősi illír település helyén létesített római város lett a sziget római közigazgatási központja, míg az illír őslakosság fokozatosan a sziget keleti részére szorult vissza. Később ez a megmaradt illír lakosság is romanizálódott. A Polače-öbölben a rómaiak idővel palota építésébe kezdtek, mely a sziget kormányzójának székhelyéül szolgált. Ennek építését a szakemberek legkorábban a 2. századra (F. Bulić, Lj. Karaman) teszik, de van aki a 4. századra (E. Dyggve), sőt a 7. századra (C. Fišković) az avar hódítás idejére teszi az építését. Romjai ma is az Adria térségének egyik jelentős régészeti lelőhelyét jelentik a fürdő, a két bazilika és egy még ismeretlen rendeltetésű épület maradványaival. Közvetlen közelében találhatók a fürdő maradványai, melynek mozaikját a keleti gótok ősi szimbóluma a darumadár díszíti. Ők a Nyugatrómai Birodalom bukása után 493-tól uralták a szigetet. 535-ben Mljet Dalmáciával együtt a Bizánci Császárság uralma alá került. A palota közelében található két bazilika romjai arról tanúskodnak, hogy itt nagy számú lakosság élt.
Mljet a 12. századig maradt Bizánc fennhatósága alatt, bár keleti részén már ekkor a Neretva völgyéből érkezett horvát népesség lakott. A 12. század közepén a raškai uralkodók terjesztették ki uralmukat a szigetre, mely a zahumljei herceg fennhatósága alá került. Az akkori herceg Deša 1151-ben a szigetet a pulsanoi bencéseknek adományozta. Először csak három szerzetes érkezett ide Pulsanából, akik a Sutmiholji mezőn telepedtek meg. A sziget addigi lakatlan nyugati részén a Veliko jezero tóban fekvő kis a Sveta Marija-szigeten 1177-ben kezdtek hozzá kolostoruk és templomuk építéséhez, melyet idővel erődített kolostorrá építettek ki. A kolostorban főként gazdag raguzai nemesi családok fiai laktak. Fontosságára jellemző, hogy a 16. század elejétől itt alakult meg a bencés kolostorok első kongregációja. A kolostor központja volt a korabeli írásbeliségnek és tudományos életnek, ahol a raguzai kulturális élet kiválóságai alkottak. A szerzetesek a sziget uraiként hűbérúri jogokat is gyakoroltak.
A Mljet-sziget kolostoron kívüli nyugati része a 18. század végéig lényegében lakatlan volt., a bencések a 18. század végéig megakadályozták állandó lakosság letelepedését. A kolostor minden évben hat földművest és hat pásztort jelölt ki, akik az adott évben a sziget nyugati részén éltek, de a végleges letelepedést megtiltották. Ez az állapot 1793-ig tartott, amikor a bencések hozzájárultak néhány babino poljei földműves letelepedéséhez, akik a kolostor tulajdonában levő marhákat őrizték. 1806-ban Dalmáciával együtt a Raguzai Köztársaságot legyőző franciák uralma alá került, de Napóleon bukása után 1815-ben a berlini kongresszus Dalmáciával együtt a Habsburgoknak ítélte. A településnek 1880-ban 35, 1910-ben 48 lakosa volt. 1918-ban az új szerb-horvát-szlovén állam, majd később Jugoszlávia része lett. A település 1991-től a független Horvátországhoz tartozik. 2011-ben 113 lakosa volt. A lakosság főleg mezőgazdasággal és halászattal, kisebb mértékben turizmussal foglalkozott.

## Népesség
| Lakosság változása | Lakosság változása | Lakosság változása | Lakosság változása | Lakosság változása | Lakosság változása | Lakosság változása | Lakosság változása | Lakosság változása | Lakosság változása | Lakosság változása | Lakosság változása | Lakosság változása | Lakosság változása | Lakosság változása | Lakosság változása |
| ------------------ | ------------------ | ------------------ | ------------------ | ------------------ | ------------------ | ------------------ | ------------------ | ------------------ | ------------------ | ------------------ | ------------------ | ------------------ | ------------------ | ------------------ | ------------------ |
| 1857               | 1869               | 1880               | 1890               | 1900               | 1910               | 1921               | 1931               | 1948               | 1953               | 1961               | 1971               | 1981               | 1991               | 2001               | 2011               |
| 0                  | 0                  | 35                 | 29                 | 29                 | 48                 | 0                  | 0                  | 61                 | 63                 | 82                 | 72                 | 87                 | 123                | 115                | 113                |

(1857-ben, 1869-ben, 1921-ben és 1931-ben lakosságát Goveđarihoz számították.)

## Nevezetességei
- A településen található az Adria térségének egyik jelentős régészeti lelőhelye,[4] melynek főbb épületei a palota, a mellette található fürdőépület és két ókeresztény bazilika maradványai. A palota homlokzatán két torony állt, bejárati kapuja a tenger felé nézett. Nagyméretű középső udvarral rendelkezett, hátsó részén pedig hengeres torony emelkedett. Romjai ma is impozánsak.
- Közvetlen a palota közelében találhatók a fürdő maradványai, melynek mozaikját a keleti gótok ősi szimbóluma a darumadár díszíti. Ők a Nyugatrómai Birodalom bukása után 493-tól uralták a szigetet.
- A palota közelében található két bazilika romjai arról tanúskodnak, hogy itt nagy számú lakosság élt. Az egyik bazilikán (a Nodilove košare lelőhelyen) átépítés nyomai látszanak, mely arra enged következtetni, hogy kezdetben kevesebb lakosságnak építették. A másik helyen a bővítés nyomai alapján kikövetkeztethető, hogy a 12. századig működött. Láthatók a keresztelőmedence maradványai és az a hely is, ahol a püspök széke állt és amelyet szintén megtaláltak.
- Illír erődített települések maradványai a Mali Gradac és Veliki Gradac, valamint a Vilin Gradac és Montokuc nevű magaslatokon.

## Galéria
- Polače kikötője
- Látkép a tenger felől
- A palota impozáns romjai
- Bazilikaromok Polačén
- Polačei romok
- Polačei romok